# Lee Byung-hun
Lee Byung-hun (이병헌?, I ByeongheonLR; Seongnam, 12 luglio 1970) è un attore e modello sudcoreano.

## Carriera
Ottiene il suo primo ruolo importante nel 2000, recitando, sotto la regia di Park Chan-wook, nel film Joint Security Area, all'epoca il più grande successo della storia del cinema coreano in termini d'incassi.
Nel 2005 recita in Bittersweet Life di Kim Ji-woon, film che viene presentato al 58º Festival di Cannes. È stato diretto da Kim Ji-woon in altre tre occasioni: nel film Il buono, il matto, il cattivo (2008), in cui interpreta il ruolo dell'antagonista per la prima volta in carriera, in Angmareul bo-atda (2010), diretto ancora da Kim Ji-woon, meglio noto col titolo internazionale I Saw the Devil, al fianco dell'attore Choi Min-sik, e ne L'impero delle ombre (2016), presentato fuori concorso al 73º Festival di Venezia. Nel 2006 presta il suo volto per Wayne Holden, protagonista del videogioco Lost Planet: Extreme Condition di Capcom.
Il 23 giugno 2012 diventa il primo attore coreano, insieme a Ahn Sung-ki, a lasciare le impronte di mani e piedi sulla Hollywood Walk of Fame, nel piazzale del Chinese Theatre. Lee è stato uno dei presentatori alla cerimonia dei Premi Oscar 2016, il primo coreano in assoluto. Nello stesso anno è candidato a diversi premi per la sua interpretazione nel film Masquerade.
Lee Byung-hun è attivo anche nel cinema statunitense: ha infatti interpretato Storm Shadow nel film G.I. Joe - La nascita dei Cobra (2009), nel suo seguito, G.I. Joe - La vendetta (2013) e partecipato in un ruolo importante al film Red 2. Nel 2015 appare all'inizio di Terminator Genisys, nel ruolo di un T-1000 mandato nel passato ad intercettare Kyle Reese. L'anno successivo è diretto da Antoine Fuqua nel remake de I magnifici sette, in cui impersona uno dei sette pistoleri del titolo. Dal 2021 al 2025 recitò in tutte e tre le stagioni della serie Netflix Squid Game, nel ruolo del principale antagonista, il Front Man. Nel 2025 prende parte al doppiaggio del film d'animazione KPop Demon Hunters dove doppia il villain Gwi-Ma.

## Vita privata
Lee Byung-hun ha due lauree: una in Letteratura francese, conseguita all'Università di Hanyang, e l'altra in Teatro e fotografia all'Università Chung-Ang. Parla correntemente quattro lingue: coreano, mandarino, inglese e francese.
Lee ha sposato Lee Min-jung  il 10 agosto  2013 al Grand Hyatt Seoul. La coppia si era frequentata brevemente nel 2006 ed era tornata insieme nel 2012. Il 31 marzo 2015 è nato il loro primo figlio, Joon-hoo. Il 21 dicembre 2023 nasce la loro seconda figlia. 
Sua sorella minore, Lee Eun-hee, è stata eletta Miss Corea nel 1996. Nel tempo libero pratica il taekwondo.

## Filmografia parziale

### Cinema
- Nae ma-eum-ui punggeum, regia di Lee Young-jae (1999)
- Bungee Jumping of their own, regia di Kim Dae-Seung (2001)
- Joint Security Area, regia di Park Chan-wook (2000)
- Three... Extremes, episodio Cut, regia di Park Chan-Wook (2004)
- Bittersweet Life (Dal kom han in-saeng), regia di Kim Ji-woon (2005)
- Geuhae yeoreum, regia di Joh Keun-shik (2006)
- Il buono, il matto, il cattivo (Joheun nom nabbeun nom isanghan nom), regia di Kim Ji-woon (2008)
- G.I. Joe - La nascita dei Cobra (G.I. Joe: The Rise of Cobra), regia di Stephen Sommers (2009)
- I Come with the Rain, regia di Tran Anh Hung (2009)
- I Saw the Devil (악마를 보았다?, 惡魔를 보았다?, Akmareul BoatdaLR, Akmarŭl PoattaMR) , regia di Kim Ji-woon (2010)
- Angmareul bo-atda, regia di Kim Ji-woon (2010)
- Masquerade (Gwanghae: Wang-i doen namja), regia di Choo Chang-min (2012)
- G.I. Joe - La vendetta (G.I. Joe: Retaliation), regia di Jon M. Chu (2013)
- Red 2, regia di Dean Parisot (2013)
- Terminator Genisys, regia di Alan Taylor (2015)
- Conspiracy - La cospirazione (Misconduct), regia di Shintaro Shimosawa (2016)
- I magnifici 7 (The Magnificent Seven), regia di Antoine Fuqua (2016)
- L'impero delle ombre (Mil-jeon), regia di Kim Ji-woon (2016)
- Master, regia di Cho Ui-seok (2016)
- Ashfall - The Final Countdown (백두산?, BaekdusanLR), regia di Lee Hae-joon e Kim Byung-seo (2019)
- Emergency Declaration (비상선언?, Bisang seon-eonLR), regia di Han Jae-rim (2021)
- No Other Choice (어쩔 수가 없다?, Eojjeol suga eopdaLR), regia di Park Chan-wook (2025)

### Televisione
- Areumda-un naldeul – serie TV (2001)
- All In – serie TV (2003)
- Iris – serie TV (2009)
- Mr. Sunshine – serie TV (2018)
- Squid Game – serie TV (2021-2025)
- Our Blues - Vite intrecciate – serie TV (2022)

## Doppiatori italiani
Nelle versioni in italiano nelle opere in cui ha recitato, Lee Byung-hun è stato doppiato da:
- Gianfranco Miranda in G. I. Joe - La nascita dei Cobra, G. I. Joe - La vendetta
- Lorenzo Scattorin in Three...Extremes - episodio Cut
- Luca Ward in Bittersweet Life
- Christian Iansante ne Il buono, il matto, il cattivo
- Alessandro Budroni in Masquerade[22]
- David Chevalier in Red 2
- Daniele Blandino in Terminator Genisys
- Roberto Gammino in Conspiracy - La cospirazione
- Massimo Bitossi ne I magnifici 7
- Daniele Raffaeli ne L'impero delle ombre
- Federico Di Pofi in Ashfall - The Final Countdown
- Emanuele Puppio in Emergency Declaration
- Francesco De Francesco in Squid Game

Da doppiatore è sostituito da:
- Francesco De Francesco in KPop Demon Hunters